# Église Saint-Remi d'Anjeux
Pour les articles homonymes, voir Église Saint-Rémi et Saint-Rémi.
L'église Saint-Remi est une église catholique située à Anjeux, en France.

## Description
Le clocher en bâtière est un concept peu courant en Haute-Saône.

## Localisation
L'église est située sur la commune d'Anjeux, dans le département français de la Haute-Saône.

## Historique
L'édifice est inscrit au titre des monuments historiques en 1944.